# 拉加里塔火山口
拉·加里塔·卡尔迪拉（La Garita Caldera）是位于美国科罗拉多州西南圣胡安山脉的圣胡安多火山地区的一座火山，位于科罗拉多州克里德附近。大约在2600-2800万年前爆发，这可能是地球史上最大规模的火山爆发。